# Mordejái Vanunu
Mordejái Vanunu (מרדכי ואנונו) (Marrakech, Marruecos; 14 de octubre de 1954) también conocido como John Crossman, es un extécnico nuclear israelí y activista por la paz, que en 1986 reveló al diario británico The Sunday Times que Israel poseía un programa de armas nucleares. Posteriormente fue conducido a Italia por la agencia de inteligencia israelí Mossad, donde fue drogado y secuestrado. Fue trasladado en secreto a Israel y finalmente condenado en un juicio que se celebró a puerta cerrada.
Vanunu pasó 18 años en prisión, de los cuales 11 en confinamiento solitario, a pesar de que esta restricción no está contemplada en el código penal de Israel ni impuesta por el veredicto. Tras salir de prisión en 2004, fue sometido a una nueva gama de restricciones a sus libertades de expresión y de movimiento y detenido en varias ocasiones por violar las condiciones de su libertad condicional, conceder entrevistas a periodistas extranjeros y tratar de salir de Israel. Afirma haber sufrido «un trato cruel y bárbaro» por parte de las autoridades penitenciarias y sugiere que habría recibido un mejor trato de no haber cambiado de religión (era judío y se convirtió al cristianismo).
Vanunu está considerado como un icono del pacifismo internacional, y ha sido nominado en varias ocasiones por organizaciones pro derechos humanos al Premio Nobel de la Paz, aunque él mismo ha declarado su oposición a recibir este premio por haberlo ganado Shimón Peres, a quien considera el «padre de la bomba atómica israelí». Amnistía Internacional, por su parte, lo considera un prisionero de conciencia.

## Biografía

### Juventud
Vanunu nació en la ciudad de Marrakech (Marruecos) y emigró con su familia a Israel en 1963. Tras cumplir con el servicio militar obligatorio en las Fuerzas de Defensa de Israel, estudió en la Universidad Ben-Gurión del Néguev.

### Centro de Investigación Nuclear del Néguev
Entre 1976 y 1985, Vanunu fue técnico nuclear en el Centro de Investigación Nuclear del Néguev, instalación israelí ubicada en el desierto del Néguev, al sur de Dimona, y que, según la mayoría de los expertos en defensa,[cita requerida] se usa para fabricar armas nucleares. Ahí le inquietó cada vez más el programa nuclear israelí en el que trabajaba. En 1985, fue despedido de Dimona y partió de Israel. Llegó a Nepal y consideró convertirse al budismo. En 1986 viajó a Sídney, Australia, donde se convirtió al cristianismo, adoptando el nombre de John Crossman. Entonces, mientras seguía en Sídney, se reunió con Peter Hounam, periodista del diario británico The Sunday Times.

### Secuestro
A principios de septiembre de 1986, voló a Londres con Hounam y reveló a The Sunday Times su conocimiento del programa nuclear israelí, con fotografías que había tomado en secreto en el emplazamiento de Dimona. El 30 de septiembre de 1986, una agente del Mossad, Cheryl Bentov, que operaba con el nombre clave de "Cindy", haciéndose pasar por turista estadounidense convenció a Vanunu para volar a Roma (previamente habían mantenido relaciones sexuales allá en Londres)[cita requerida] con ella de vacaciones. Ya en Roma, la agente de inteligencia se mostró más cariñosa con Mordejái cuando salían del aeropuerto y tomaban un taxi falso, que les llevó a un supuesto hotel, donde Vanunu observó que la habitación estaba oscura y carecía de mobiliario. El técnico advirtió que se trataba de una trampa preparada por Israel, intentó escapar pero no pudo. La amante le aplicó una inyección somnífera y lo durmió por completo. El Mossad se lo llevó al puerto de Roma y lo introdujeron oculto en un barco que zarpaba hacia Israel.
Poco después del rapto, el 5 de octubre, el The Sunday Times publicó la información revelada por Vanunu y calculó que Israel habría producido más de 100 ojivas nucleares. Vanunu entonces fue juzgado en Israel por cargos de traición y espionaje. El proceso se realizó en secreto, en el Tribunal del Distrito de Jerusalén, ante el juez presidente Eliahu Noham y los jueces Zvi Tal y Shalom Brener y a Vanunu se le prohibió todo contacto con los medios de comunicación; no obstante, el reo logró revelar a estos la fecha y el lugar de su secuestro, escribiéndose los datos en la palma de la mano, que luego oprimió contra la ventana de una camioneta mientras lo transportaban, para que los periodistas que lo esperaban pudieran contar con la información. Este acto motivó posteriores cambios en los procedimientos israelíes para el transporte de prisioneros, a fin de evitar hechos similares en adelante.

### Encarcelamiento
El tribunal israelí lo sentenció a 18 años de cárcel. El Gobierno israelí lo mantuvo en un aislamiento casi total durante más de 11 años, aunque no inscrito en la ley, ni en el veredicto, supuestamente por temor de que revelase más secretos nucleares israelíes. Sin embargo, muchos críticos alegan que Vanunu no tiene información alguna que represente una verdadera amenaza a la seguridad de Israel, y que la verdadera motivación del Gobierno israelí es el deseo de evitarse vergüenzas políticas, así como para sus aliados, como Estados Unidos. El Dr. Ray Kidder, científico nuclear estadounidense, ha declarado al respecto:
"Con base en esta investigación y mi propia experiencia personal, estoy dispuesto a impugnar cualquier aserto oficial de que el Sr. Vanunu posea información técnica nuclear alguna que todavía no se haya revelado." 
Su última apelación, ante el Tribunal Supremo de Israel en 1990, no tuvo éxito. El Gobierno israelí rehusó publicar la transcripción del proceso hasta que, bajo amenaza de una demanda, finalmente accedió a permitir la publicación de extractos censurados en el Yedioth Ahronoth, un periódico israelí, a finales de 1999.
El Parlamento Europeo ha condenado el trato que Israel propinó a Vanunu y se ha referido al secuestro a manos del Mossad como violación flagrante de la soberanía italiana y el derecho internacional.
Vanunu y la historia de los secretos nucleares de Israel fueron el tema de un programa de la BBC, Israel's Secret Weapon (El arma secreta de Israel). El programa de la serie Correspondent se transmitió en el canal 2 de la BBC en el Reino Unido el 17 de marzo de 2003.
Vanunu guarda mucho rencor por el incidente, pues considera que le costó 18 años de su vida revelar los secretos nucleares de Israel. Durante su encierro, participó en pequeños actos de rebelión, como negarse a hablar con los guardias, leer periódicos solamente en inglés y ver exclusivamente la televisora BBC. Incluso se negó a tomar alimentos que le servían para que Israel no controlara una minúscula porción de su vida. "Es la persona más terca, con más principios y más recia que haya conocido jamás", declaró su abogado, Avigdor Feldman.
El 5 de febrero de 2004 Shabtái Shavit, exdirector del Mosad, declaró ante Reuters que en 1986 se consideró la opción de matar a Vanunu, pero que "los judíos no se portan así con otros judíos".

### Libertad restringida

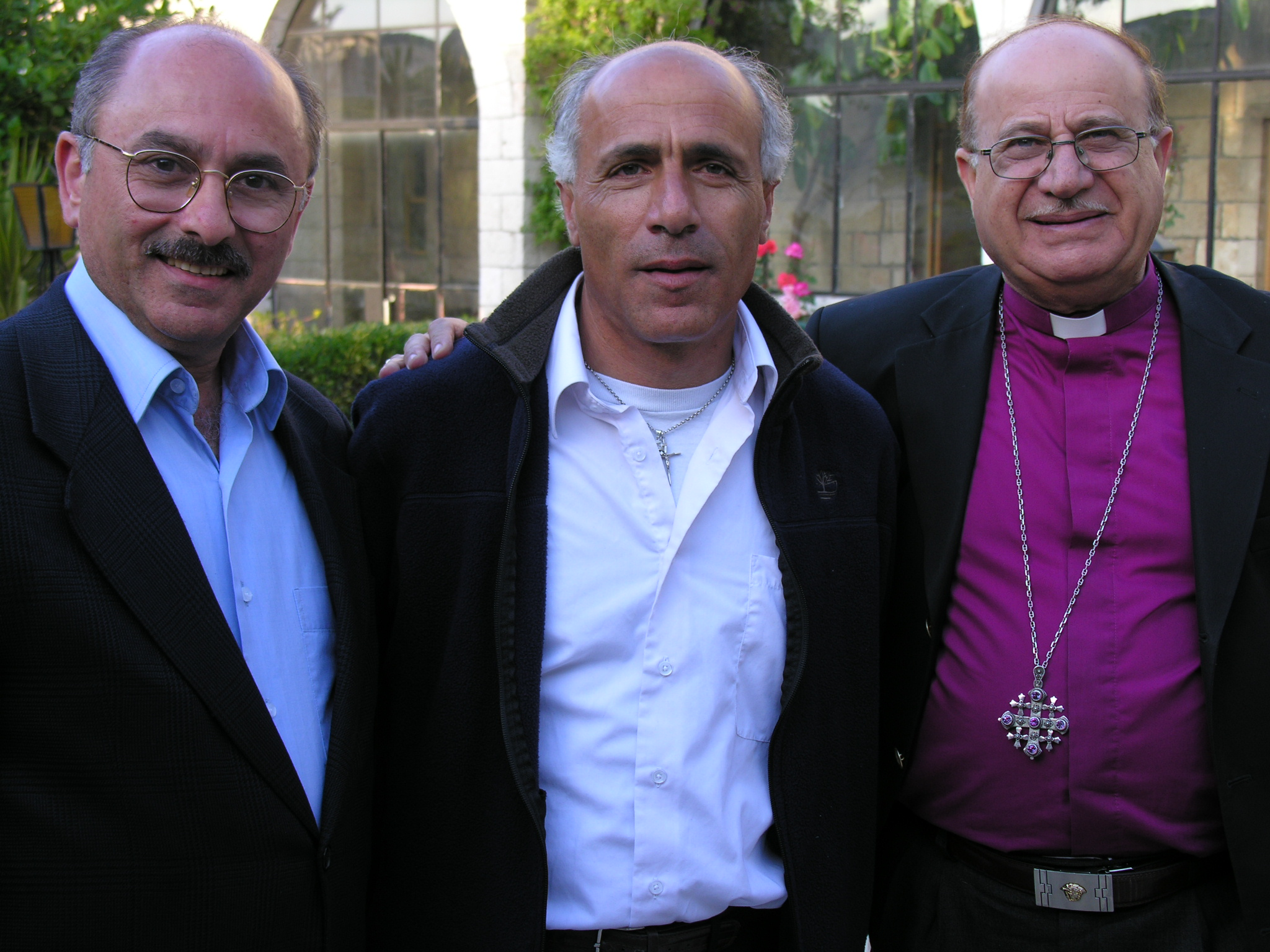
Mordejái Vanunu (en el centro) se encuentra con el diplomático palestino Ali Kazak (a la izquierda) y con el obispo anglicano Riah Abu Assal (a la derecha, con camisa violeta), en Jerusalén en 2005.

Al ser liberado en 2004, Vanunu afirmó no tener más secretos e indicó su deseo de desligarse totalmente de Israel: se negó a hablar en hebreo y manifestó su voluntad de mudarse a Estados Unidos, Escandinavia, Irlanda o Francia (según las distintas versiones) en cuanto el Gobierno israelí se lo permitiese. El obispo palestino anglicano Riah Abu-El-Assal le dio apoyo en su iglesia.
Las restricciones incluían:
- Vanunu debe registrar su lugar de residencia en una ciudad israelí de su elección.
- Deberá informar a las autoridades si desea trasladarse a otra ciudad de Israel.
- Durante los siguientes 6 meses no puede salir de Israel. Esta restricción puede ser renovada al vencer el plazo.
- No le está permitido tener contacto, ya sea telefónico o personal, con extranjeros.
- No le está permitido entrar a embajadas, visitar sitios de embarque, ni acercarse a menos de 500 metros de la frontera internacional.

A pesar de estas restricciones, durante este tiempo Vanunu ha estado dando entrevistas a la prensa internacional, incluyendo una entrevista telefónica en vivo a la radio BBC de Escocia.
El 22 de abril de 2004 Vanunu solicitó al gobierno noruego asilo político en su país.

### Detención en 2004
El jueves 11 de noviembre de 2004, Vanunu fue arrestado por la unidad de investigaciones internacionales de la policía israelí mientras desayunaba. Comandos equipados con chalecos antibalas y ametralladoras atravesaron el muro de la iglesia anglicana del Este de Jerusalén, donde Vanunu residía desde su liberación. La policía incautó papeles y un ordenador que se hallaron en su habitación.
El arresto ocurrió tres semanas después de que Vanunu declarara en una entrevista que Israel se encontraba detrás del asesinato de John Fitzgerald Kennedy.
La BBC afirmó que el arresto de Vanunu pudo estar sincronizado con la muerte de Yasir Arafat a fin de evitar toda cobertura mediática internacional.

## Premios y reconocimientos
Vanunu está considerado como un icono del pacifismo internacional, y ha sido nominado en varias ocasiones por organizaciones pro derechos humanos al Premio Nobel de la Paz, aunque él mismo ha declarado su oposición a recibir este premio por haberlo ganado Shimón Peres, a quien considera el «padre de la bomba atómica israelí». Amnistía Internacional, por su parte, lo considera un prisionero de conciencia.
Vanunu recibió un doctorado honoris causa de la Universidad de Tromsø, Noruega, en 2001.
En 2010, la Liga Internacional por los Derechos Humanos reconoció a Vanunu con la Medalla Carl von Ossietzky. Sin embargo, Israel le impidió viajar a Berlín a recoger el galardón, por lo que la ceremonia fue cancelada.